# 东北艺术工科大学
东北艺术工科大学（日语：東北芸術工科大学）是一所位于日本山形县山形市的私立大学。

## 历史
1991年成立于日本山形县山形市，简称艺工大。1992年4月1日正式开学。